# Kulturna ekonomika
Kulturna ekonomika je znanstveno področje, ki se uvršča v ekonomsko vedo (klasifikacija po Journal of Economic Literature: Z1). Označuje ukvarjanje z ekonomskimi lastnostmi kulturne produkcije, distribucije in potrošnje. Področje vključuje in se navezuje na spoznanja kulturnih študij, antropologije, sociologije, kulturne politike in menedžmenta, prava ter ostalih družbenih ved.
Njeni začetki so vidni že pri ekonomskih klasikih, kot so Adam Smith, John Ruskin in John Maynard Keynes, prvi pa se sistematično s področjem ukvarja John Kenneth Galbraith v traktatu Liberal Hour iz leta 1960. Za prvo pravo delo tega področja štejemo študijo Williama Baumola in Williama Bowena Performing Arts - The Economic Dilemma, izdano leta 1966. V njej sta avtorja predvidevala, da bo zaradi neusklajenosti v tehnološkem napredku in primerjavi rasti plač v drugih sektorjih, sektor uprizoritvenih umetnosti obsojen na finančne probleme in bo dolgoročno pod vprašaj postavljen celo njegov obstoj. Problem, ki sta ga nakazala, je kasneje dobil ime »Baumolova bolezen«. Njuna spoznanja so kasnejši avtorji skušali ovreči na številnih točkah: proti Baumolovi bolezni se institucije lahko borijo s politiko cen, z učinkovitejšo razporeditvijo dela, z dohodki, pridobljenimi z uporabo novih medijev (predstave po televiziji, radiu, na internetu) ter hitrejšim transportom, ki omogoča umetnikom, da sodelujejo in hodijo na vaje več projektov hkrati. Kljub temu avtorji (denimo Blaug, 2001) štejejo Baumolovo bolezen za kronski dragulj kulturne ekonomike in priznavajo, da je kot eno redkih spoznanj s tega področja imelo močan vpliv tudi na širšo ekonomsko znanost in družboslovje.
Kulturna ekonomika se je kasneje razširila po vsem svetu, zelo močno je zastopana v ZDA, Kanadi, nekaterih zahodno-evropskih (Nizozemska, Združeno kraljestvo, Italija, Španija) in azijskih državah, vedno bolj pa prodira v akademsko sfero tudi v drugih državah po Evropi in svetu.
Krovna organizacija za kulturno ekonomiko je ACEI – Association for Cultural Economics International. Organizacija prireja bienalne konference, zadnja je potekala leta 2010 v Københavnu na Danskem, pred tem pa so konferenco gostila izmenično evropska in ameriška mesta kot Boston (2008), Dunaj (2006), Chicago (2004) in Rotterdam (2002). Od leta 1973 izhaja tudi revija Journal of Cultural Economics (JCE), ki velja za osrednjo revijo s tega področja.
Tudi v slovenščini je prevedeno eno temeljnih del tega področja Muze na trgu (angleško Muses and Markets) ki sta ga napisala Bruno S. Frey in pokojni Werner W. Pommerehne. V letu 2010 je pri Založbi FDV izšla prva slovenska monografija s tega področja, Ekonomsko vrednotenje umetniških dogodkov: umetnost med trgom in državo, ki jo je napisal kulturolog in kulturni ekonomist Andrej Srakar. Sicer pa se v Sloveniji s področjem ukvarja zelo malo strokovnjakov, med katerimi je potrebno omeniti predvsem ekonomista Bogomirja Kovača, sociologa Alda Milohnića in Majo Breznik, pred časom pa je o področju pisal tudi ekonomist in fizik Mićo Mrkaić.

### Organizacije s področja kulturne ekonomike (ali sorodne)
- http://www.culturaleconomics.org
- http://fokus.or.at
- http://www.economiadellacultura.it/english.html Arhivirano 2008-12-19 na Wayback Machine.
- http://www.cultural-economy.eu/cr.php?lang=en Arhivirano 2008-03-09 na Wayback Machine.
- http://www.european-creative-industries.eu/ Arhivirano 2015-12-25 na Wayback Machine.
- http://www.circle-network.jaaz.pl/index.php?module=articles&action=view&id=145 Arhivirano 2008-08-02 na Wayback Machine.
- http://www.demos.co.uk/publications/valuingculturespeeches Arhivirano 2008-06-25 na Wayback Machine.
- http://www.artsmanagement.net/modules.php?op=modload&name=News&file=article&sid=987&mode=thread&order=0&thold=0 Arhivirano 2007-10-21 na Wayback Machine.

### Posamezni prispevki
- http://culturalpolicy.uchicago.edu/eiaac/ Arhivirano 2008-08-20 na Wayback Machine.
- http://culturalpolicy.uchicago.edu/cvmconf.html Arhivirano 2008-05-09 na Wayback Machine.
- http://www.klamer.nl/docs/2dec_2002.pdf Arhivirano 2011-10-27 na Wayback Machine.
- http://mises.org/journals/qjae/pdf/qjae6_2_5.pdf
- http://www.gmu.edu/jbc/Tyler/ Arhivirano 2006-01-18 na Wayback Machine.
- http://thetruevalueofart.blogspot.com/